# Catàstrofe de les preses de Bento Rodrigues
La catàstrofe de les preses de Bento Rodrigues va ser un episodi succeït el 5 de novembre de 2015 a causa del trencament del dic de contenció d'una mina de ferro prop de Mariana, a l'estat de Minas Gerais, que provocà una riuada de fangs tòxics que al seu pas per les diferents poblacions que trobava va deixar un balanç de 13 morts i desenes de desapareguts.

## Efectes
El desastre, a més, ha provocat que l'abocament de fangs hagi avançat per les aigües del riu Doce, al sud-est del país, i hagi destruït la vida de l'ecosistema fluvial, contaminat tot el que trobava i deixant moltes poblacions sense poder accedir a l'aigua potable. Els fangs contenen grans quantitats de metalls pesants, com per exemple el manganès, que és considerat extremadament cancerigen. La concentració d'aquest metall a la zona afectada, és segons el Ministeri de Medi Ambient de Brasil, de 645.000% superior al límit permès pel consum humà.
Els 62 milions de metres cúbics de fangs i residus tòxics abocats van arribar el diumenge 22 de novembre a l'oceà Atlàntic, segons va informar el Servicio Geológico de Brasil amenaçant a l'arxipèlag d'Abrolhos, que és considerat de gran importància mediambiental. Es calcula que els fangs s'han endinsat 10 km mar endins.

## Responsables
Per la seva part, el govern del Brasil responsabilitza del desastre a les companyies mineres BHP Billiton (australiana), i ha Valle S.A (brasilera). A aquestes companyies se'ls hi ha interposat una multa de 393 milions d'euros. Organitzacions ecologistes, consideren que aquesta xifra és insignificant comparada amb la multa de 20.000 milions d'euros que se li va interposar a la petroliera BP pel abocament de petroli al Golf de Mèxic l'any 2010.

## Reaccions
El govern brasiler ja considera l'accident com una autèntica «catàstrofe ambiental» i calculen que la recuperació de l'ecosistema afectat tardarà com a mínim 10 anys.
Per la seva banda els ecologistes consideren que estem davant d'un crim ambiental, i el consideren el major desastre mediambiental en tota la història del Brasil, i que es necessitaran un mínim de 30 anys perquè el territori afectat elimini els residus tòxics. També, biòlegs com André Ruschi (director de la Estación de Biología Marina Augusto Rischidel estado Espíritu Santo), considera el desastre mediambiental com el més gran del món, només comparable amb el de Fukushima.
L'ONU per la seva banda, i en un informe que ha realitzat alerta que “l'escala del dany ambiental equival a 20.000 piscines olímpiques de residus i fangs tòxics, contaminant el sòl, els rius, i el sistema d'aigües en una superfície de 850 km”. L'ONU també critica que les mesures preses pel mateix govern brasiler i per les mateixes companyies mineres afectades han estat insuficients per afrontar el desastre, i també aconsella al govern que revisi la legislació referida a les mines i que hi realitzi canvis.